# Yingzong od Sunga
Car Yingzong od Songa/Sunga (宋英宗; 16. veljače 1032. — 25. siječnja 1067.) bio je car Kine (1063. – 1067.) iz dinastije Sung, a osobno ime mu je bilo Zhao Shu (Zhào Shǔ). Bio je 13. sin Zhao Yunranga (趙允讓; 995. – 1059.), koji je bio bratić cara Renzonga od Sunga, a postumna titula mu je „princ Anyi od Pua”. Majka cara Yingzonga je bila konkubina, gospa Ren (任), koja je imala naslov Xianjun. Renzong je posvojio Yingzonga.
Yingzong je oženio gospu Gao, čija je teta bila carica Cao te je Gao mužu rodila cara Shenzonga od Sunga. 

## Imena
- Postumno ime: Tiqian Yingli Longgong Shengde Xianwen Suwu Ruisheng Xuanxiao Huangdi
- Hramsko ime: Yingzong

## Poveznice
- Dinastija Sung
- Car Zhezong od Sunga — unuk cara Yingzonga